# Dockyard 1
Dockyard 1, aussi stylisé Dockyard1, est un label allemand de hard rock et heavy metal, actif entre 2005 et 2009. Il revient brièvement sous le nom de Dockyard 2 en 2009.

## Histoire
Dockyard 1 est fondé en Allemagne en 2005 par Piet Sielck, chanteur et guitariste d'Iron Savior en compagnie de Christine Stephan et Dirk Putzke, deux anciens employés de Noise Records, sous-label de Sanctuary Records. Entre 2005 et 2009, son siège se situait dans la ville de Hambourg, Allemagne. Pendant quatre ans d'existence, le label a signé des groupes comme Dreamland, Stormwarrior, Virgin Steele et Waltari (2005)
Le label ferme ses portes à la mi-2009. Il revient cependant brièvement sous le nom de Dockyard 2.

## Groupes
- Abandoned
- After All
- Angel Crew
- Assailant
- As We Fight
- A Traitor Like Judas
- Blackshine
- Blood Stain Child
- Celesty
- Crystallion
- Day Eleven (2007)[8]
- Deadstar Assembly
- Death Before Disco
- Degradead
- Dreamland[3]
- Dyecrest
- Eyefear
- Frontside
- Gurd (2006)[9]
- Hate Squad
- Integrity
- In-Quest
- Iron Savior
- Lake of Tears (2005)[10]
- Lost in Rhone
- Magician
- Mannhai
- Moonlight Agony
- Mystic Circle
- Necromantia (2007)[11]
- Persuader
- Redkey
- Rough Silk
- Savage Circus
- Shatter Messiah
- Shelter
- Stormwarrior (2008)[4]
- Mike Terrana
- The Order
- Vanishing Point (en)
- Virgin Steele (2008)[5]
- Voyager
- Waltari (2005)[6]
- Wingdom